# Yolanda Rayo

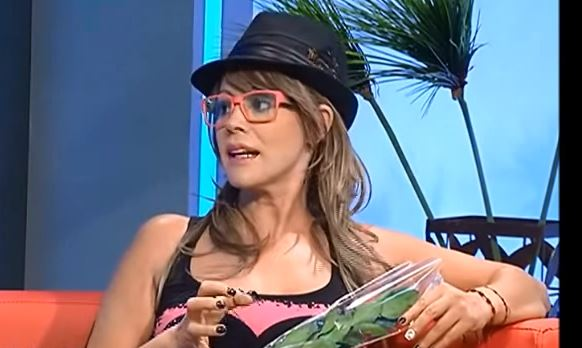
Yolanda Rayo (2015)

Yolanda Rayo (* 29. März 1968 in Bogotá, Kolumbien) ist eine kolumbianische Salsamusikerin und Schauspielerin. Sie wird auch als die „Celia Cruz“ Kolumbiens bezeichnet.

## Werdegang
Bereits auf dem College entdeckte Yolanda Rayo, dass sie ein großes Gesangstalent besitzt und sang in Gruppen wie Orquesta Los Exclusivos de Alex, Chucho Nuncira y la Fuerza Mayor, La Orquesta Yajé, Juancho Torres, Los Diablos del Caribe und Grupo Fuego. Rayo beschloss eine Solokarriere zu beginnen. Ihr erstes Album „Metamorfosis“ ist eine Hommage an Celia Cruz und Celina González. Dadurch wurde sie nicht nur in Lateinamerika, sondern auch in den USA bekannt. Einen großen Einfluss auf ihre musikalische Entwicklung hatte ihr Ehemann Alejandro Muñoz. Yolanda Rayo arbeitet für das Plattenlabel Sonolux.
Yolanda Rayo spielt außerdem in Musical-Komödien wie Amigo del Alma, Choca los Cinco, Sorprendidas und O Todos en la Cama. Sie sang den Titelsong „Se dice de mí“ in der Telenovela „Betty la Fea“.

## Diskografie
- Metamorfosis (1997)
- Dicen Por Ahi Que Soy Fea (2000)
- Yo Soy Betty la Fea (2000)
- Tiempos Mejores (2001)

## Preise und Auszeichnungen
- erster Preis auf dem Gesangswettbewerb Colegio Inem Santiago Pérez de Bogotá.
- Gewinnerin des Jahres in der Talentshow „Exitosos“ auf RCN Televisión
- beste Sängerin des Jahres „La Nueva Estrella de Canciones“ auf Jorge Barón Televisión
- beste Schauspielerin und Sängerin auf (1997)
- TV Novela Preis (1997)
- Artista Revelación der Asociación Colombiana de Locutores (1997)
- Latin Grammy nominiert für die beste audiovisuelle Produktion (2001)